# Jens Gustafsson
Jens Otto Andreas Gustafsson (* 15. Oktober 1978 in Helsingborg) ist ein ehemaliger schwedischer Fußballspieler und heutiger Trainer. Seit Anfang 2025 betreut er den heimischen Erstligisten BK Häcken.

## Werdegang

### Spielerkarriere
Gustafsson begann als Sohn des langjährigen Spielers von Landskrona BoIS Tommy Gustafsson frühzeitig mit dem Fußballspielen. Er galt als großes Talent, schaffte aber Ende der 1990er Jahre bei Helsingborgs IF nicht den Durchbruch. Daher zog er weiter zum Zweitligisten IK Brage in die Superettan. Nach einer Spielzeit bei Högaborgs BK schloss er sich Anfang 2003 Falkenbergs FF an. Als Stammspieler verpasste er in den folgenden sieben Spielzeiten kaum eine Partie und bestritt bis zu seinem Karriereende nach der Spielzeit 2009 193 Zweitligapartien für den Klub. Der Defensivspieler erzielte dabei vier Tore.

### Trainer in Schweden
Kurze Zeit nach Abschluss der aktiven Laufbahn verpflichtete Halmstads BK Gustafsson als Trainer für die U-17-Nachwuchsmannschaft. Mit dieser war er erfolgreich und führte sie ins Viertelfinale der schwedischen Juniorenmeisterschaft. Daraufhin rückte er Anfang 2011 zum Trainer der vereinseigenen U-21-Mannschaft auf. Unterdessen geriet die Wettkampfmannschaft des Klubs in der Allsvenskan in Abstiegsgefahr und hatte in der ersten Saisonhälfte der Spielzeit 2011 lediglich eins der 15 Saisonspiele gewonnen. Daraufhin entließ der Klub den Spanier Josep Clotet Ruiz als hauptverantwortlichen Trainer und bestimmte Gustafsson zum Nachfolger. Unter seiner Leitung gewann die Mannschaft jedoch nur zwei Saisonspiele, mit 14 Punkten stieg er mit ihr als abgeschlagener Tabellenletzter am Saisonende aus der höchsten Spielklasse ab. Der Klub hielt dennoch an ihm fest, die von ihm betreute Mannschaft um Guðjón Baldvinsson, Christian Järdler, Ryan Miller, Mikael Boman und Antonio Rojas führte er auf den Relegationsplatz. Nach Erfolgen gegen GIF Sundsvall kehrte er mit ihr in die Erstklassigkeit zurück. Am Ende der Spielzeit 2013 belegte Gustafsson mit dem Klub den Relegationsplatz, wo erneut GIF Sundsvall der Gegner war. Nach einem 1:1-Unentschieden zum Auftakt bedeutete ein 2:1-erfolg im Rückspiel, bei dem Boman beide Tore erzielt hatte, den Klassenerhalt. Trotz eines zehnten Tabellenplatzes im Folgejahr trennten sich nach Saisonende die Wege, Jan Jönsson beerbte ihn als Cheftrainer bei HBL.
Im März 2015 verpflichtete der Svenska Fotbollförbundet Gustafsson als Trainer des jüngeren Jahrgangs der schwedischen U-21-Auswahlmannschaft vor. Bis zum Sommer betreute er die Nachwuchsmannschaft, die nach dem überraschenden Titelgewinn bei der U-21-Europameisterschaft 2015 unter Trainer Håkan Ericson in die Qualifikation für den folgenden Wettbewerb ging. Gustafsson schloss sich unterdessen im Januar 2016 als Trainerassistent von Andreas Alm dem Personal des AIK an.
Im Sommer 2016 wechselte Gustafsson auf die Trainerbank des amtierenden Meisters IFK Norrköping, nachdem sein Vorgänger Janne Andersson nach der Europameisterschaft 2016 das Amt des Nationaltrainers der schwedischen Nationalmannschaft übernommen hatte. In der zweiten Qualifikationsrunde zur UEFA Champions League 2016/17 scheiterte die Mannschaft an Rosenborg Trondheim, als Tabellendritter qualifizierte er sich jedoch für den Europapokal. In der Spielzeit 2018 lieferte sich die von ihm betreute Mannschaft um Spieler wie Andreas Johansson, David Moberg Karlsson, Simon Thern, Isak Pettersson, Karl Holmberg und Guðmundur Þórarinsson mit AIK ein Duell um die Meisterschaft, mit zwei Punkten Rückstand wurde der Klub Vizemeister. In den beiden folgenden Jahren platzierte sich die Mannschaft unter seiner Leitung im vorderen Mittelfeld. Im Dezember 2020 kamen Verein und Trainer überein, zum Jahresende die Zusammenarbeit nach fünfjähriger Amtszeit zu beenden.

### Trainerjobs im Ausland und kurze Verbandstätigkeit in Schweden
Im Mai 2021 unterzeichnete Gustafsson ein Arbeitspapier beim kroatischen Klub Hajduk Split, für den er bis zur Entlassung am 1. November tätig war. Zum kommenden Jahreswechsel kehrte er in den Dienst des schwedischen Verbandes zurück und übernahm erneut die Betreuung der schwedischen U-21-Auswahlmannschaft. Nach einer 0:2-Niederlage gegen Irland in seinem ersten Pflichtspiel im Rahmen der Qualifikation zur U-21-Europameisterschaft 2023 reichte es mit vier Punkten aus den folgenden beiden Spielen nur zum dritten Platz hinter Italien und Irland in der Qualifikationsgruppe, so dass die Endrunden-Teilnahme verpasst wurde.
Im Sommer 2022 folgte Gustafsson einem Angebot des polnischen Klubs Pogoń Stettin in die Ekstraklasa, bei dem Kosta Runjaic seinen ausgelaufenen Vertrag nicht verlängert hatte. Der unterzeichnete Arbeitsvertrag hat eine Laufzeit von drei Jahren mit einer Option auf Verlängerung um eine weitere Saison. Zweimal platzierte er sich mit dem Klub auf dem vierten Tabellenplatz. Damit hatte er das Interesse in Saudi-Arabien geweckt und wurde nach der Verkündung, sich mit einem dortigen Klub auf eine zukünftige Zusammenarbeit geeinigt zu haben, in Polen entlassen. Kurze Zeit später stellte der nach etlichen Spielerabgängen sowie der Trennung vom bisherigen Cheftrainer Slaven Bilić im Umbruch befindliche al-Fateh SC ihn als neuen Trainer vor.

### Rückkehr nach Schweden als Vereinstrainer
Kurz nach Weihnachten 2024 löste BK Häcken ihn in Saudi-Arabien aus und stattete ihn mit einem ab der Spielzeit 2025 gültigen Dreijahresvertrag als neuem Cheftrainer aus. Unter Interimstrainer Joop Oosterveld hatte der Doublesieger von 2023 am Ende der Vorsaison den achten Platz belegt.